# Glutinoglossum
Glutinoglossum is een geslacht van schimmels behorend tot de familie Geoglossaceae. De typesoort is Geoglossum glutinosum.

## Soorten
Volgens Index Fungorum telt dit geslacht 14 soorten (peildatum januari 2022):
| Soortnaam                                      | Auteur(s)                                           | Publicatiejaar |
| ---------------------------------------------- | --------------------------------------------------- | -------------- |
| Glutinoglossum americanum                      | Hustad & A.N. Mill.                                 | 2015           |
| Glutinoglossum australasicum                   | Hustad & A.N. Mill.                                 | 2015           |
| Glutinoglossum circinatum                      | Fedosova                                            | 2017           |
| Glutinoglossum exiguum                         | Hustad & A.N. Mill.                                 | 2015           |
| Glutinoglossum glutinosum (Kleverige aardtong) | (Pers.) Hustad, A.N. Mill., Dentinger & P.F. Cannon | 2013           |
| Glutinoglossum heptaseptatum                   | Hustad, A.N. Mill., Dentinger & P.F. Cannon         | 2013           |
| Glutinoglossum lumbricale                      | Fedosova                                            | 2017           |
| Glutinoglossum methvenii                       | Hustad & A.N. Mill.                                 | 2015           |
| Glutinoglossum orientale                       | Fedosova, E.S. Popov & A.V. Alexandrova             | 2017           |
| Glutinoglossum peregrinans                     | Fedosova & V. Kučera                                | 2017           |
| Glutinoglossum persoonii                       | S. Saitta, A. Sierra & V. Kučera                    | 2021           |
| Glutinoglossum proliferatum                    | V. Kučera                                           | 2017           |
| Glutinoglossum pseudoglutinosum                | V. Kučera                                           | 2017           |
| Glutinoglossum triseptatum                     | V. Kučera                                           | 2017           |